# Erzbistum Tours
Das Erzbistum Tours (lateinisch Archidioecesis Turonensis, französisch Archidiocèse de Tours) ist ein im Zentrum des Landes gelegenes Erzbistum der römisch-katholischen Kirche in Frankreich. Sitz ist in der Stadt Tours.

## Geschichte
Seit dem 3. Jahrhundert ist Tours Bischofssitz. Der Heilige Gatianus wird als erster Bischof von Tours genannt, die Bischofskirche stammte aus dem Jahr 388. Der Heilige Martin, im Jahr 372 zum dritten Bischof geweiht, ließ die Gebeine des Heiligen Gatianus in diese Kirche überführen. Tours wurde im 5. Jahrhundert zum Metropolitanbistum erhoben. Die Grabstätte des Heiligen Martin wurde seit der Merowingerzeit ebenfalls ein beliebtes Pilgerziel. Im 6. Jahrhundert schrieb Bischof Gregor von Tours die Geschichte der Franken in seiner Historia Francorum auf. Er war es auch, der 590 die neue Bischofskirche weihte. Im frühen 12. Jahrhundert entstand eine dritte, romanische Bischofskirche, die aber bereits 1166 ausbrannte. Sie wurde zwar notdürftig restauriert, aber um 1220/1230 wurde mit dem Bau einer neuen Kathedrale begonnen, die über den Vorgängerbauten errichtet wurde. Um 1280 wurden der Chor und die Apsis unter der Leitung von Étienne de Mortagne vollendet, doch schon 1267 waren feierlich die Reliquien des heiligen Mauritius und seiner Gefährten in die Kirche übertragen worden. 1465 wurde der Bau eingewölbt. Der Nord- und Südturm wurden 1509 bzw. 1507 fertiggestellt.
Ein bekannter Erzbischof der frühen Neuzeit war Alessandro Farnese, der gleichzeitig mehrere Bischofsämter innehatte. 1795 wurde während der Französischen Revolution das Bischofsamt nicht besetzt. Erst nach dem Konkordat von 1801 wirkte mit Jean de Dieu Raymond de Boisgelin wieder ein Erzbischof. 
Nach Bernard-Nicolas Aubertin wurde im November 2019 Vincent Jordy zum Erzbischof ernannt und am 5. Januar 2020 ins Amt eingeführt.

## Kirchenprovinz Tours

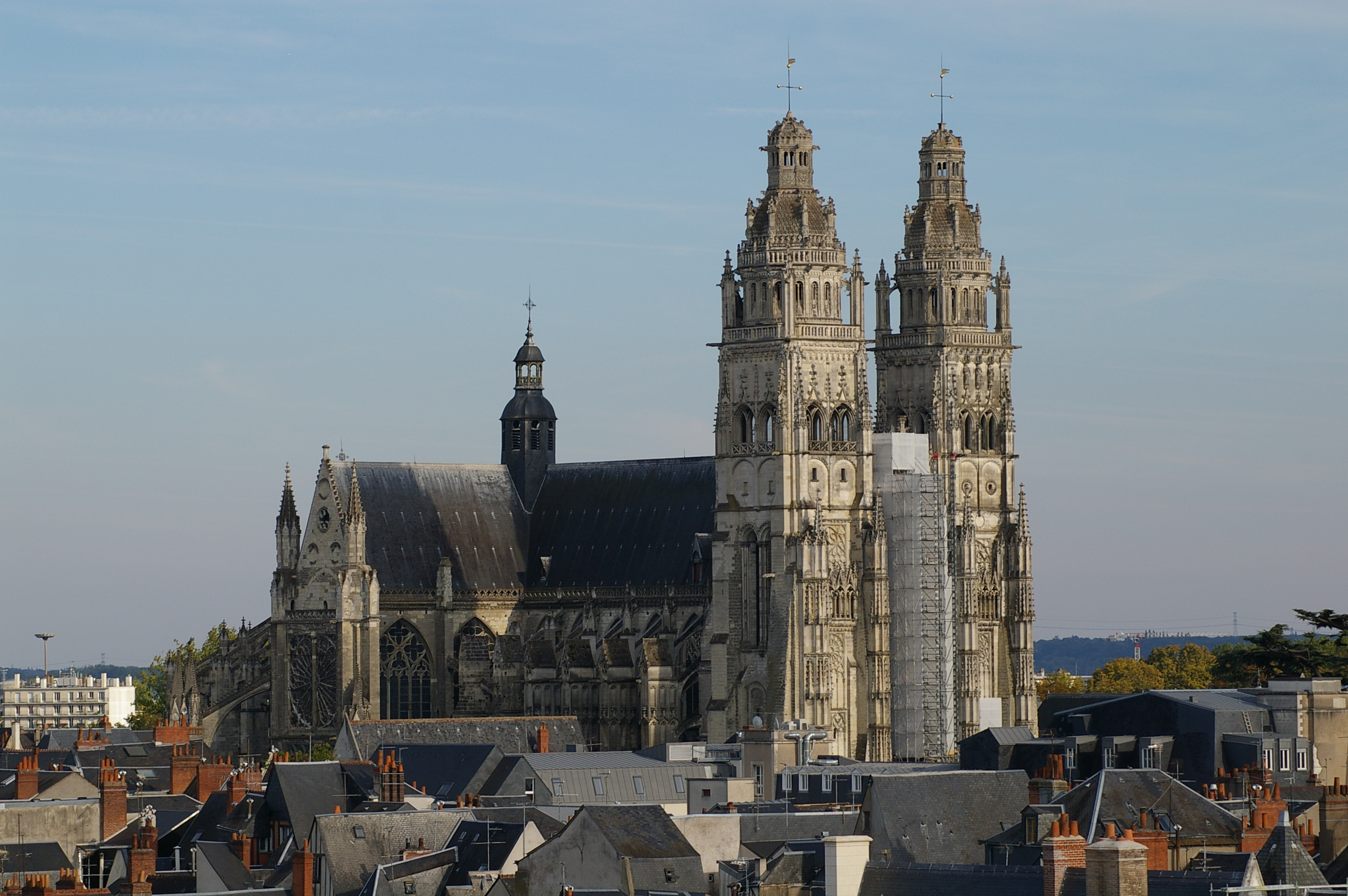
Die Kathedrale von Tours

Gliederung der Kirchenprovinz Tours bis 1801:
- Erzbistum Tours

1. Bistum Angers
2. Bistum Dol
3. Bistum Le Mans
4. Bistum Nantes
5. Bistum Quimper
6. Bistum Rennes
7. Bistum Saint-Brieuc
8. Bistum Saint-Malo
9. Bistum Saint-Pol-de-Léon
10. Bistum Tréguier
11. Bistum Vannes

Gliederung der Kirchenprovinz Tours zwischen bourbonischer Restauration und Ausgliederung der Kirchenprovinz Rennes 1859:
- Erzbistum Tours

1. Bistum Angers
2. Bistum Laval (seit 1855)
3. Bistum Le Mans
4. Bistum Nantes
5. Bistum Quimper
6. Bistum Rennes
7. Bistum Saint-Brieuc
8. Bistum Vannes

Gliederung der Kirchenprovinz Tours von 1859 bis 2002:
- Erzbistum Tours

1. Bistum Angers
2. Bistum Laval
3. Bistum Le Mans
4. Bistum Nantes

Gliederung der Kirchenprovinz Tours seit 2002:
- Erzbistum Tours

1. Bistum Blois
2. Erzbistum Bourges
3. Bistum Chartres
4. Bistum Orléans